# Down (песня 311)
Down (рус. Вниз) — песня американской группы альтернативного рока 311, первый трек и второй официальный сингл с их третьего студийного альбома 311. Это также первый сингл группы, занявший первое место в альтернативном чарте Billboard. В ротации радиостанций песня попала в июле 1996 года, а промо-CD вышел 26 ноября того же года. Именно благодаря этой песне музыкальный коллектив из Омахи вошёл в мейнстрим, приобрёв известность. Музыкальное видео, снятое на песню, некоторое время транслировалось по MTV. Позже песня вошла в альбом живых выступлений Live и во все сборники хитов группы. Песня исполняется на каждом концерте и посвящается фанатам «старой школы 311».
Все три хип-хоп куплета исполняет MC группы Дуглас «S.A.» Мартинес, припев и бридж поёт Ник Гексум.

## Список композиций
| №  | Название                 | Длительность |
| -- | ------------------------ | ------------ |
| 1. | «Down»                   | 2:53         |
| 2. | «Down (Live)»            | 3:16         |
| 3. | «Jackolantern's Weather» | 3:24         |
| 4. | «Do You Right»           | 4:18         |

## Чарты
| Чарт (1996)                             | Наивысшая позиция |
| --------------------------------------- | ----------------- |
| Canadian RPM Top Singles                | 60                |
| Canadian RPM Alternative 30             | 4                 |
| US Billboard Hot 100 Airplay            | 37                |
| US Billboard Alternative Songs          | 1                 |
| US Billboard Hot Mainstream Rock Tracks | 19                |